# St. Andrésches Schlösschen

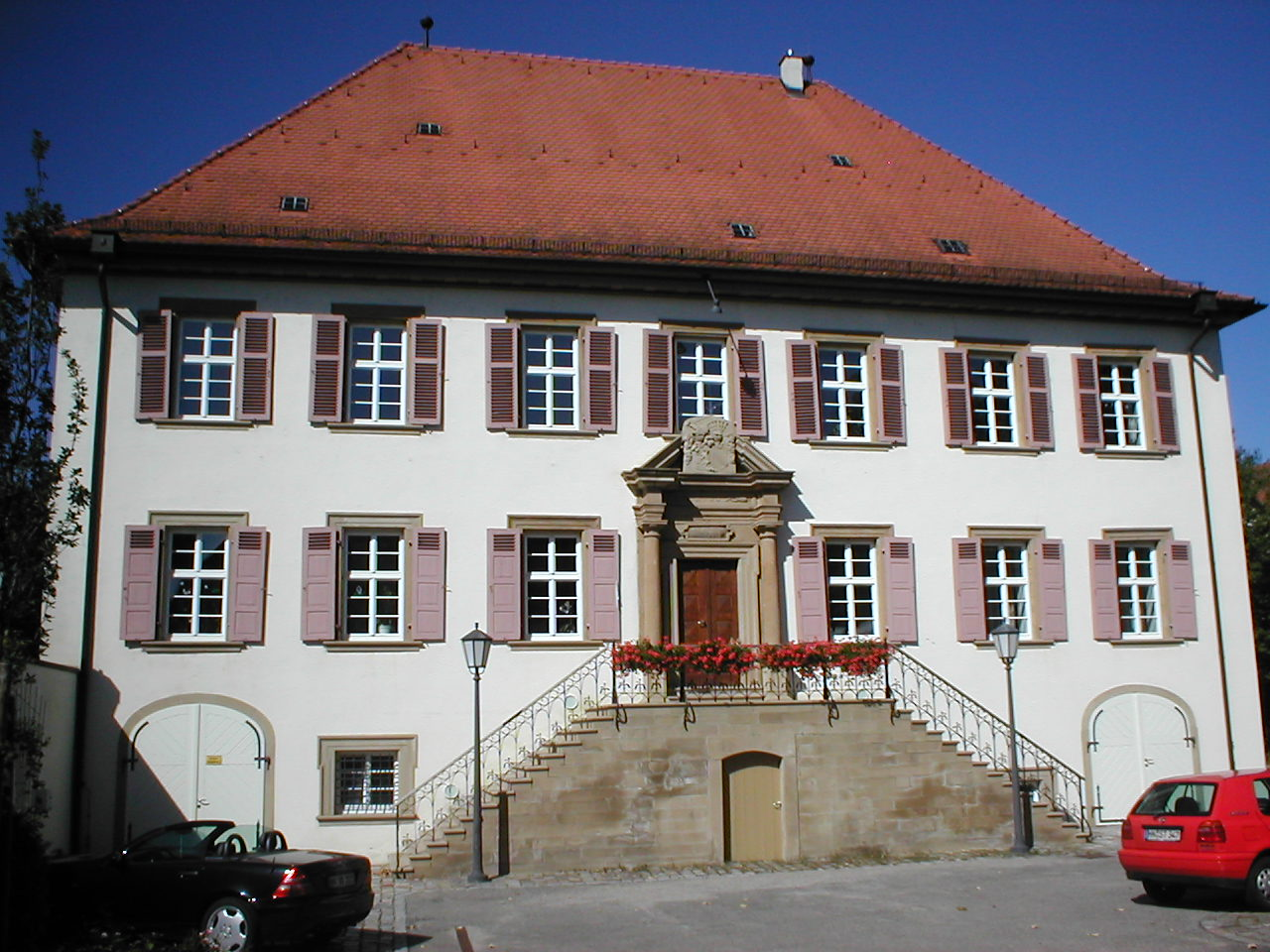
St. Andrésches Schlösschen in Bad Friedrichshall-Kochendorf

Das St. Andrésche Schlösschen ist ein im Jahr 1710 erbauter Herrensitz der Freiherren von Saint-André in Kochendorf, einem Stadtteil von Bad Friedrichshall im Landkreis Heilbronn im nördlichen Baden-Württemberg. Das Gebäude gehörte ab 1829 der Glockengießerei Bachert und gelangte 1983 in den Besitz der Stadt Bad Friedrichshall, die es nach 1990 sanierte. Es ist ein Kulturdenkmal.

## Geschichte
An der Stelle des St. Andréschen Schlösschens befand sich einst das Unterschloss, der nach Greckenschloss und Schloss Lehen dritte Herrensitz der Grecken, die die Ortsherrschaft in Kochendorf besaßen. 1670/77 erwarben die Freiherren von Saint-André ein Drittel von Kochendorf. Unter Friedrich Magnus von Saint-André (1674–1731) wurde an der Stelle des Unterschlosses bis 1710 das St. Andrésche Schlösschen errichtet. Das Gebäude zeigt über dem Portal das Wappen von Friedrich Magnus und seiner Gemahlin Charlotte Louise von Weiler (1681–1756). 1762 verkauften die beiden noch lebenden Söhne des Bauherrn, Wolfgang Christoph (1713–1769) und Christian Reinhard (1715–1779), ihren Kochendorfer Besitz mit Ausnahme des so genannten Pfaffenhauses an den Ritterkanton Odenwald, der seine Kanzlei nach Kochendorf verlegte. 1829 gelangte das Gebäude in den Besitz der Glockengießerei Bachert, die in der Nachbarschaft auch weitere Fabrikgebäude errichtete. Nach dem Beginn der Sanierung in Kochendorf 1978 wurden Schlösschen und Fabrikgebäude getrennt. Die Fabrikanlagen wurden abgerissen und mit Wohnhäusern überbaut, während das Schlösschen 1983 in den Besitz der Stadt Bad Friedrichshall kam. 1987 erwog die Stadt den Verkauf an einen Bauträger, der die Aufteilung des Gebäudes in einzelne Wohneinheiten beabsichtigte. Der Verkauf fand nicht statt, weil gegen eine umfassende Umgestaltung des Inneren Einwände des Denkmalamtes bestanden. Die Stadt hat das Gebäude ab 1990 selbst saniert und nutzt es seitdem für verschiedene städtische Ämter. Zu den Sehenswürdigkeiten im Inneren des Schlösschens zählen das historische Treppenhaus sowie der mit Stuckdecke und hochwertigem Parkett versehene Magnus-Friedrich-Saal.
Ende 2020 wurde eine Sanierung und Nutzung als Standesamt beschlossen.

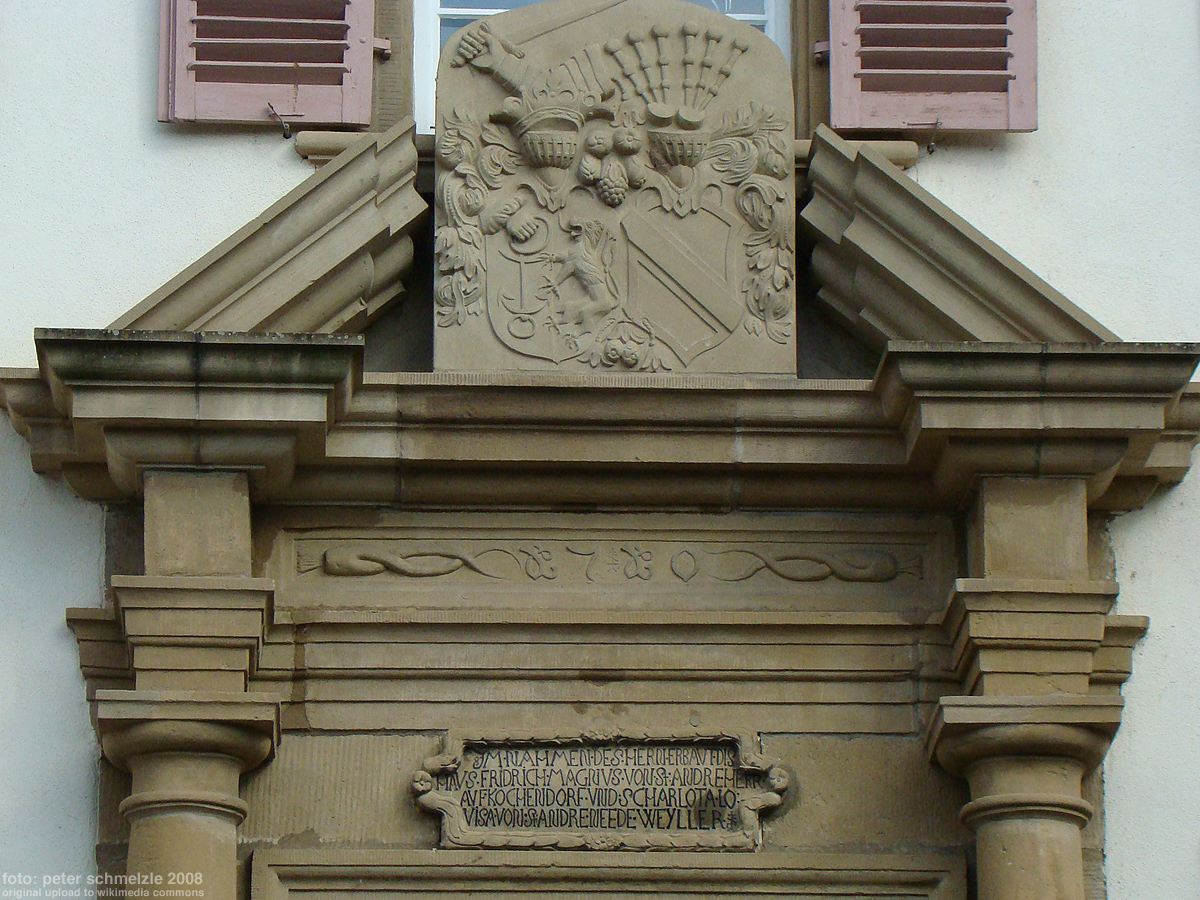
Portalschmuck
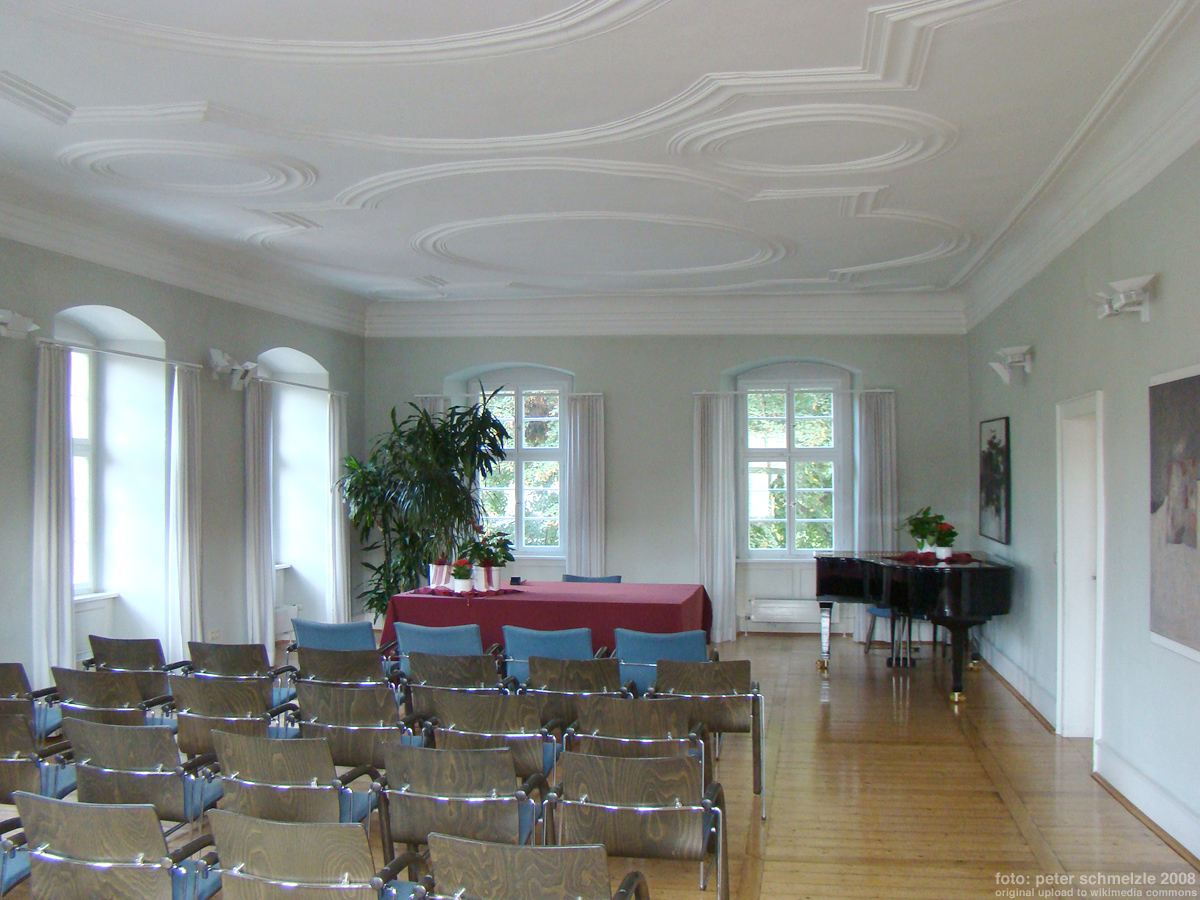
Magnus-Friedrich-Saal